# Acinula candicans
Acinula candicans är en svampart som beskrevs av Fr. 1822. Acinula candicans ingår i släktet Acinula, divisionen sporsäcksvampar och riket svampar.   Inga underarter finns listade i Catalogue of Life.